# 자기만의 인생
자기만의 인생(Vivre sa vie : film en douze tableaux)은 1962년 프랑스의 드라마 영화이다. 1962 베네치아 영화제 심사위원 대상 수상작이다.

## 줄거리
배우가 되기를 꿈꾸지만 점점 매춘의 세계에 빠져드는 나나의 이야기를 12편의 단편을 통해 보여준다.

## 스탭
- 시나리오 - 장뤼크 고다르, 마르셀 사코트
- 음악 - 미셸 르그랑
- 사진 - 라울 쿠타르
- 편집 - 장뤼크 고다르, 아녜스 기유모
- 나나 - 아나 카리나

## 출연

### 주연
- 안나 카리나
- 사디 레보트
- 안드레 S. 라바르트

### 조연
- 피터 카소비츠
- 폴 파벨
- 헨리 아탈
- 라스즐로 스자보

## 기타
- 원작자: 마르셀 사코트
- 의상: 크리스티앙 파지

## 수상
- 1962년 베니스 영화제 심사위원상